# 東の島にコブタがいた
「東の島にコブタがいた」（ひがしのしまにコブタがいた）は、爆風スランプの楽曲。作詞：サンプラザ中野、作曲：豊岡正志＆Newファンキー末吉＆パッパラー河合、編曲：宮下博次。1990年8月 - 9月、NHKの歌番組『みんなのうた』で放送された。

## 概要
この曲は、元々NHKで、1990年の環境問題に対するプロジェクトのために作られた楽曲である。同年の8月 - 9月に、『みんなのうた』の楽曲として採用された。
歌詞では、東の島のコブタが、森や海に遊びに行き、動物などの異変を感じるという内容をそれとなく表現したものである。
映像は、アニメーション作家の古川タクが、様々な場面に環境問題に関するものを入れることにより、より聞き手に訴えかけるものに仕上がっている。なお古川は前月の新曲『ピクニック』（ザ・ウェルズ）でもアニメーションを担当、奇しくも2連続で環境問題を題材にした楽曲を担当した。
2008年8月 - 9月には、「お楽しみ枠」で再放送され、2011年4月16日放送の「みんなのうた・スペシャル 1990’s セレクション」でも放送された。

## 収録アルバム
1990年に発売されたアルバム「ORAGAYO 〜in the 7th heaven〜」に「東の島にコブタがいた（TEKE TEKE SONG）」として収録されている。放送とCDの音源は多少の違いがあり、バックコーラスが放送では女性を含めた児童コーラス、CDでは爆風スランプのメンバーによるコーラスとなっている。